# Zurgena
Zurgena este o municipalitate și un oraș din provincia Almería, Andaluzia, Spania, cu o populație de 2.140 locuitori.